# Tove Styrke
Tove Anna Linnéa Östman Styrke, född 19 november 1992 i Umeå, är en svensk låtskrivare, sångerska och artist. Styrke medverkade i Idol 2009 där hon hamnade på en tredje plats och har sedan 2010 haft en karriär som popsångerska.
Hennes självbetitlade debutalbum Tove Styrke utgavs 2010 och året därefter lanserades även en ny internationell utgåva av albumet. Efter något års uppehåll med turnerande kom Styrke tillbaka 2014 och släppte två singlar och en EP inför det helt nyskrivna albumet Kiddo som utgavs 2015.
Styrke är bosatt i Hägersten i Stockholm.

## Karriär

### Idol-tiden
Styrke sökte inte till Idol 2009 den vanliga vägen utan blev upptäckt av Anders Bagge under hans egen turné i programmet.

#### Uppträdanden iIdol 2009
- Audition: "Greatest Love of All" - Whitney Houston
- Kval: "All These Things that I've Done" - The Killers
- Kvalfinal: "Life on Mars" - David Bowie
- Veckofinal 1: "Hot 'n' Cold" - Katy Perry
- Veckofinal 2: "Will You Be There" - Michael Jackson
- Veckofinal 3: "Living In America" - The Sounds
- Veckofinal 4: "Mack the Knife" - Bobby Darin
- Veckofinal 5: "In the Ghetto" - Elvis Presley
- Veckofinal 6, låt 1: "I Wish I Was a Punk Rocker (With Flowers in My Hair)" - Sandi Thom
- Veckofinal 6, låt 2: "Kids" - Kylie Minogue & Robbie Williams (duett med Erik Grönwall)
- Veckofinal 7, låt 1: "Sweet Dreams" - Eurythmics
- Veckofinal 7, låt 2: "Himlen är oskyldigt blå" - Ted Gärdestad
- Veckofinal 8, låt 1: "Pride (In the Name of Love)" - U2
- Veckofinal 8, låt 2: "Since You Been Gone" - Russ Ballard, Head East, Rainbow
- Veckofinal 9, låt 1: "Can't Get You out of My Head" - Kylie Minogue
- Veckofinal 9, låt 2: "Greatest Love of All" - Whitney Houston

### Fortsatt karriär

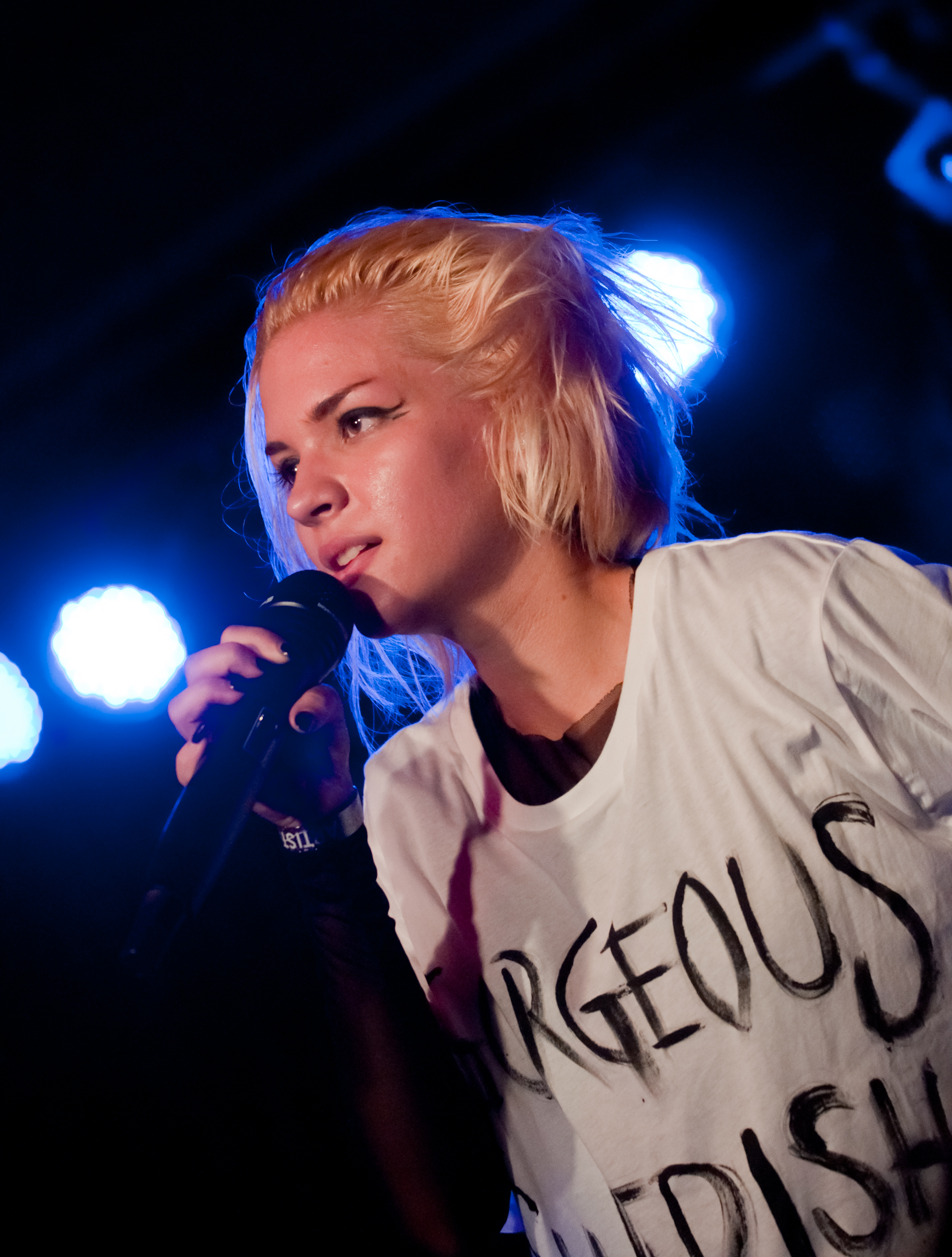
Tove Styrke 2011.

I juni 2010 släpptes hennes första singel, "Million Pieces", som är skriven av Adam Olenius från Shout Out Louds och av Lykke Li. Låten kom senare i en remix av artisten Familjen. Hennes andra singel, "White Light Moment", utkom i oktober samma år. Både den första och den andra finns med på hennes debutalbum, Tove Styrke, som gavs ut den 12 november 2010. 
New York Post har listat Tove Styrke som en av de 10 mest intressanta artister (som man ska hålla ett öga på) inför 2011.
I slutet av februari 2011 utkom en EP av Styrke, med låten "High and Low" i 6 nya olika versioner.
8 april 2011 uppträdde Styrke live på Nalen i Stockholm via Sony Musics satsning av Live Social. I mars 2011 inledde hon en vårturné, bland annat som förband till The Ark.
Den 10 augusti spelade hon på Aftonbladets "livelöpet". Tove Styrke nominerades till två kategorier i Rockbjörnen 2011, "Årets kvinnliga liveartist" och "Årets nykomling" - men hon fick inget pris i någon av kategorierna. 19 augusti 2011 hade Styrkes nya låt "Call My Name" premiär på radiostationen NRJ. I januari 2012 hade hon sin sista konsert i Sverige för ett bra tag framöver. Denna konsert genomfördes på klubben Debaser Slussen i Stockholm. Konserten var utsåld och hon fick god kritik av olika tidningar. Före spelningen genomfördes även ett event för hennes närmaste fans.[källa behövs] Under 2012 lanserades Styrke i Europa. Både singel- och albumsläpp skedde i Tyskland, där även några nya låtar lanserades. Den 25 juli 2017 och 31 juli 2018 uppträdde hon på "Allsång på Skansen".
Styrke har även varit med i ett fåtal kortfilmer och en reklamfilm. Hon har också fotograferats för bland annat tidningarna Glamour, Aftonbladet, Frida och Cosmopolitan.
Under mars 2018 turnerade Styrke i USA som förband till Lorde och därefter som förband åt Katy Perry på dennas europaturné samma sommar.
Den 14 maj 2018 medverkade Styrke i ett avsnitt av podcasten Värvet med Kristoffer Triumf.
Den 20 maj 2020 avslöjade Styrke på sociala medier att hon skulle medverka i det årets säsong av Så mycket bättre.
I februari 2024 gjorde hon sin musikaldebut i David Bowies musikal Lazarus på Göta Lejon i Stockholm.

## Diskografi

### Album
- Det bästa från Idol 2009 (två låtar på albumet)[10]
- Tove Styrke – 2010 Sålt platina i november 2013
- Tove Styrke (Innehåller singeln "Call My Name" och "High And Low" 2011 Remake) - 2011
- Kiddo - 2015
- Sway - 2018
- Hard - 2022

### EP
- Borderline - 2014

### Singlar
- "Million Pieces" - 2010
- "White Light Moment" - 2010
- "Call My Name" - 2011
- "Bad Time for a Good Time" - 2011
- "Even If I'm Loud It Doesn't Mean I'm Talking To You" - 2014
- "Borderline" - 2014
- "Ego" - 2015
- "Number One" - 2015
- "...Baby One More Time" - 2015 (Britney Spears cover)
- "Say My Name" - 2017
- "Mistakes" - 2017
- "liability (demo)" - 2017 (Lorde cover)

| År   | Titel                                              | Högsta placering | Högsta placering | Album       |
| År   | Titel                                              | DIGI             | SVE              | Album       |
| ---- | -------------------------------------------------- | ---------------- | ---------------- | ----------- |
| 2010 | "Million Pieces"                                   | 16               | 18               | Tove Styrke |
| 2010 | "White Light Moment"                               | 2                | 5                | Tove Styrke |
| 2011 | "High And Low"                                     |                  |                  | Tove Styrke |
| 2011 | "Call My Name"                                     | 6                |                  | Tove Styrke |
| 2011 | "Bad Time For a Good Time"                         |                  |                  | Tove Styrke |
| 2014 | "Even If I'm Loud Doesn't Mean I'm Talking To You" |                  |                  | Kiddo       |
| 2014 | "Borderline"                                       |                  |                  | Kiddo       |
| 2015 | "Ego"                                              |                  |                  | Kiddo       |
| 2015 | "Number One"                                       |                  |                  | Kiddo       |
| 2015 | "...Baby One More Time"                            |                  |                  |             |
| 2017 | "Say My Name"                                      |                  | 85               |             |
| 2017 | "Mistakes"                                         |                  | 42               |             |
| 2017 | "liability (demo)"                                 |                  |                  |             |

### Idolframträdanden
| År   | Titel                          | Högsta placering | Högsta placering |
| År   | Titel                          | DIGI             | SVE              |
| ---- | ------------------------------ | ---------------- | ---------------- |
| 2009 | "In the Ghetto"                | 28               | 35               |
| 2009 | "I Wish I Was a Punkrocker"    | 27               | 29               |
| 2009 | "Himlen är oskyldigt blå"      | 27               | 29               |
| 2009 | "Pride (In the Name of Love)"  | 55               | 56               |
| 2009 | "The Greatest Love of All"     | 47               | 49               |
| 2009 | "Can't Get You out of My Head" | 60               | —                |
| 2009 | "Hot N Cold"                   | 59               | 58               |

## Teater

### Roller
| År   | Roll    | Produktion                         | Regi           | Teater     |
| ---- | ------- | ---------------------------------- | -------------- | ---------- |
| 2024 | Flickan | Lazarus David Bowie och Enda Walsh | Stefan Larsson | Göta Lejon |